# Cosimo de' Medici
Cosimo de' Medici (* Firenca, 27. rujna 1389. - † Firenca, 1. kolovoza 1464.) punim imenom Còsimo di Giovanni degli Mèdici zvan Cosimo il Vecchio i Pater Patriae (Otac domovine) bio je firentinski bankar i de facto vladar Republike Firence

## Životopis
Còsimo Mèdici bio je sin bogatog bankara Giovannija di Biccija,- kojeg je nakon smrti 1429. naslijedio kao glava obitelji Medici i njihove banke.
Còsimo je još kao mladić 1415. bio u pratnji antipape Ivana XXIII. na Koncilu u Konstanzu, iste godine je izabran u firentinsku signoriju.On je i kasnije djelovao kao poslanik Republike Firence, - u tim misijama, pokazao je veliku razboritost po kojoj je postao poznat. Còsimo Mèdici bio je oženjen s Contessinom de' Bardi s kojom je imao dvoje sinova; Piera Nadutog (Piero il Gottoso) i Giovannija de' Medicija. S adidžijskom služavkom imao je vanbračnog sina Carla Medicija, koji je postao crkveni prelat.
Njegova vlast u Republici Firenci, proizašla je iz njegova bogatstva, on ga je koristio za kontrolu glasova u firentinskoj signoriji, pritiscima i utjecajem.  On često nije imao nikakvu političku funkciju, ali je preko svojih ljudi u firentinskoj signoriji bio de facto - vladar Republike.
Còsimovi neprijatelji, koje su predvodili Pallo Strozzi i Rinaldo degli Albizzi, optužili su ga za neuspjeh u invaziji na Luccu i strpali u zatvor u rujnu 1433., on je uspio da mu se kazna zatvora promjeni u progonstvo.Nakon tog je otišao u Padovu, a zatim u Veneciju, povukavši za sobom i sav kapital obiteljske banke. Tim potezom napravio je pravi stampedo kapitala iz Firence, tako da je signorija već sljedeće godine - ukinula njegovo progonstvo. Vrijeme u progonstvu iskoristio je da preko svojih ljudi inicira promjene u načinu rada signorije, tako da kad se vratio 1434. više nitko nije mogao ugroziti njegovu poziciju. Odmah po povratku protjerao članove porodice Albizzi iz Firence.
Na političkom planu Cosimo se posvetio najviše na stvaranju mira u Sjevernoj Italiji, kroz osiguranje ravnoteže snaga između Republike Firence, Napuljskog Kraljevstva, Mletačke Republike i Milanskog Vojvodstva za vrijeme ratova po Lombardiji, te nastojanjem da se smanji vanjski utjecaj (osobito francuski i Svetog Rimskog Carstva) na apeninske prilike. 
Còsimo Mèdici pomogao je papi Eugenu IV. 1439. da preseli Veliki ekumenski koncil iz Ferrare u Firencu. Taj koncil donio je Firenci međunarodni ugled, jer su u grad došle brojne značajne ličnosti. Od tog koncila počeo je firentinski bum na planu kulture i umjetnosti.

### Cosimo kao mecena umjetnosti
Cosimo je bio veliki pokrovitelj umjetnosti, on nije žalio novaca da uljepša Firencu, tako da su za njega radili najveći renesansni umjetnici toga doba; Donatello, Brunelleschi, Michelozzo, Fra Angelico, Fra Filippo Lippi i brojni drugi, pretpostavlja se da je za njihova djela potrošio više od 600.000 florina. Navodno je rekao da mu trošenje predstavlja veće zadovoljstvo - nego zarađivanje.
Còsimo Mèdici angažirao je mladog Michelozza da mu projektira palaču, - Palazzo Medici na taj način stvorio je protutip tipične firentinske palače, koju su kasnije mnogi imitirali. Za njegove vlasti arhitekt Brunelleschi podigao je kupolu firentinske katedrale Santa Maria del Fiore.
Còsimo je bio i patron filozofije; na njega je naročito djelovao grčki izbjeglica Georgije Gemist Pleton, tako da je osnovao firentinsku neoplatonsku akademiju. Od Marsilija Ficina naručio je prijevod na latinski kompletnih djela Platona i tako značajno utjecao na razvitak renesansnog humanizma.
Nakon njegove smrti 1464. naslijedio ga je sin Piero Naduti, otac Lorenza Veličanstvenog. Signoria mu je dodijelila titulu Pater Patriae (Otac domovine), koja je uklesana na njegov grob u bazilici San Lorenzo.

## Vanjske poveznice
- Biografija Cosima Medicija, na portalu treccani.it (tal.)
- Cosimo Medici na portalu britannica.com (engl.)

{{commons|Cosimo de' Medici}}